# FC Gandzasar
FC Gandzasar Kapan (limba armeană: Ֆուտբոլային Ակումբ Գանձասար Կապան) este un club de fotbal din Kapan, Armenia care evoluează în Prima Ligă.

## Lotul de jucători
| Nr. |         | Poziție | Jucător              |
| --- | ------- | ------- | -------------------- |
| 1   | Armenia | P       | Edik Yeritsyan       |
| 2   | Armenia | F       | Armen Petrosyan      |
| 3   | Armenia | F       | Vardan Hovhannisyan  |
| 4   | Armenia | F       | Karen Zakaryan       |
| 6   | Armenia | M       | Vahe Davtyan         |
| 7   | Armenia | A       | Andranik Sargsyan    |
| 8   | Georgia | M       | Gaga Tbiliashvili    |
| 9   | Armenia | M       | Beniamin Manucharyan |
| 10  | Armenia | A       | Artur Kocharyan      |
| 11  | Armenia | A       | Edik Manucharyan     |
| 12  | Armenia | P       | Garik Boyakhchyan    |
| 13  | Armenia | F       | Armen Tatintsyan     |

| Nr. |         | Poziție | Jucător                |
| --- | ------- | ------- | ---------------------- |
| 14  | Armenia | M       | Tigran L. Hovhannisyan |
| 15  | Armenia | F       | Ara Khachatrian        |
| 20  | Armenia | A       | Edgar Safaryan         |
| 23  | Armenia | F       | Vardan K. Petrosyan    |
| 24  | Armenia | M       | Vladimir Stepanyan     |
| 25  | Armenia | M       | Karen N. Khachatryan   |
|     | Armenia | F       | Valeri Aleksanyan      |
|     | România | F       | Constantin Paunescu    |
|     | Armenia | M       | Artak Oseyan           |
|     | România | M       | Virgil Marsavela       |
|     | Armenia | A       | Arsen Avetisyan        |